# 田開
田 開（でん かい、生没年不詳）は、春秋時代の斉の大夫で、田氏の宗主。姓は嬀、氏は陳、あるいは田、諱は開、字は子彊、諡は武。陳武子あるいは田武子とも呼称される。
陳無宇（田桓子）の子として生まれた。
紀元前516年、斉は魯の昭公を母国に送り込もうと軍を出動させ、成を包囲し、炊鼻で魯の季氏の軍と会戦した。田開は魯の冉豎に射かけられて手を負傷した。
田開が死去すると、弟の田乞が後を嗣いだ。